# Station Steblów
Station Steblów is een spoorwegstation in de Poolse plaats Steblów.